# Attention au départ
Pour l’article homonyme, voir Attention au départ.
Singles de Les Enfoirés
Encore un autre hiver
(2012) La Chanson du bénévole
(2014)
Attention au départ est le single des Enfoirés 2013, figurant sur La Boîte à musique des Enfoirés. 

## Historique
Une fois de plus, les Enfoirés créent une chanson inédite pour aider Les Restos du Cœur. En effet, après La Chanson des Restos et Encore un autre hiver, c'est avec Attention au Départ que les Enfoirés terminent leur concert en 2013. Ce single a été écrit et composé par Jean-Jacques Goldman. 
Il est disponible en téléchargement légal depuis le 3 décembre 2012. Depuis mi-février 2013, il existe aussi en clip vidéo.
La chanson a été élue meilleure chanson des Enfoirés de 1985 à 2014, dans Les Enfoirés en chœur, une émission présentée par Michèle Laroque et Kad Merad, et diffusée sur TF1 le vendredi 12 décembre 2014.